# Adriana Lunardi
Adriana Lunardi (Xaxim, 1964) é uma escritora e roteirista brasileira.

## Carreira
Seu primeiro livro, As Meninas da Torre Helsinque (1996), recebeu o prêmio Fumproarte (1996), na categoria Autor/a revelação, e o prêmio Açorianos de Literatura (1997), na categoria Melhor livro de contos.
Em 2002, com a bolsa para escritores da Fundação Biblioteca Nacional, lançou a coletânea de contos Vésperas, indicada ao prêmio Jabuti (2003). Em 2007 publicou o romance Corpo Estranho, indicado ao 5.º Prêmio Passo Fundo Zaffari e Bourbon de Literatura. 
Também participou das antologias O livro das mulheres (1999), 25 mulheres que estão fazendo a nova literatura brasileira (2002) e Contos sobre tela (2005). Seu romance A vendedora de fósforos (2011) foi finalista do Prêmio São Paulo de Literatura de 2012.
Publicou a novela A longa estrada dos ossos, destinada ao público jovem, em 2014. No mesmo ano recebeu o Prêmio Icatu de Artes.

### Formação
Em 1985 graduou-se em Comunicação Social pela Universidade Federal de Santa Maria. Possui mestrado em literatura brasileira pela Universidade Estadual do Rio de Janeiro (UERJ). Em 2012 e 2013 ministrou uma oficina de criação literária para jovens autores no programa Escritor-Visitante da UERJ.

### Teledramaturgia
É coautora, com Max Mallmann, da série de TV Ilha de Ferro. 

### Contos
- 1996 - As Meninas da Torre Helsinque
- 2002 - Vésperas

### Romances
- 2006 - Corpo Estranho
- 2011 - A Vendedora de Fósforos
- 2014 - A longa estradas dos ossos (juvenil)

### Antologias
- 1999 - O livro das mulheres (org. Charles Kiefer)
- 2002 - 25 mulheres que estão fazendo a nova literatura brasileira (org. Luiz Ruffato)
- 2005 - Contos sobre tela (org. Marcelo Moutinho)
- 2015 - Granta